# Grosshesseloher Brücke

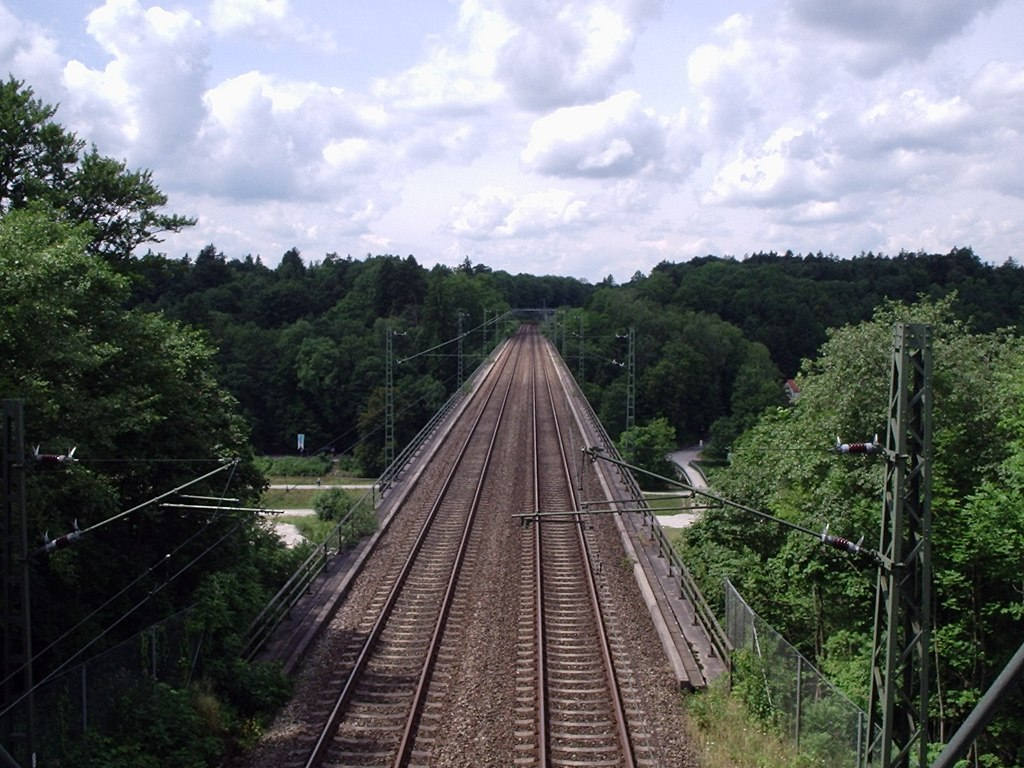
A híd a vágányokkal

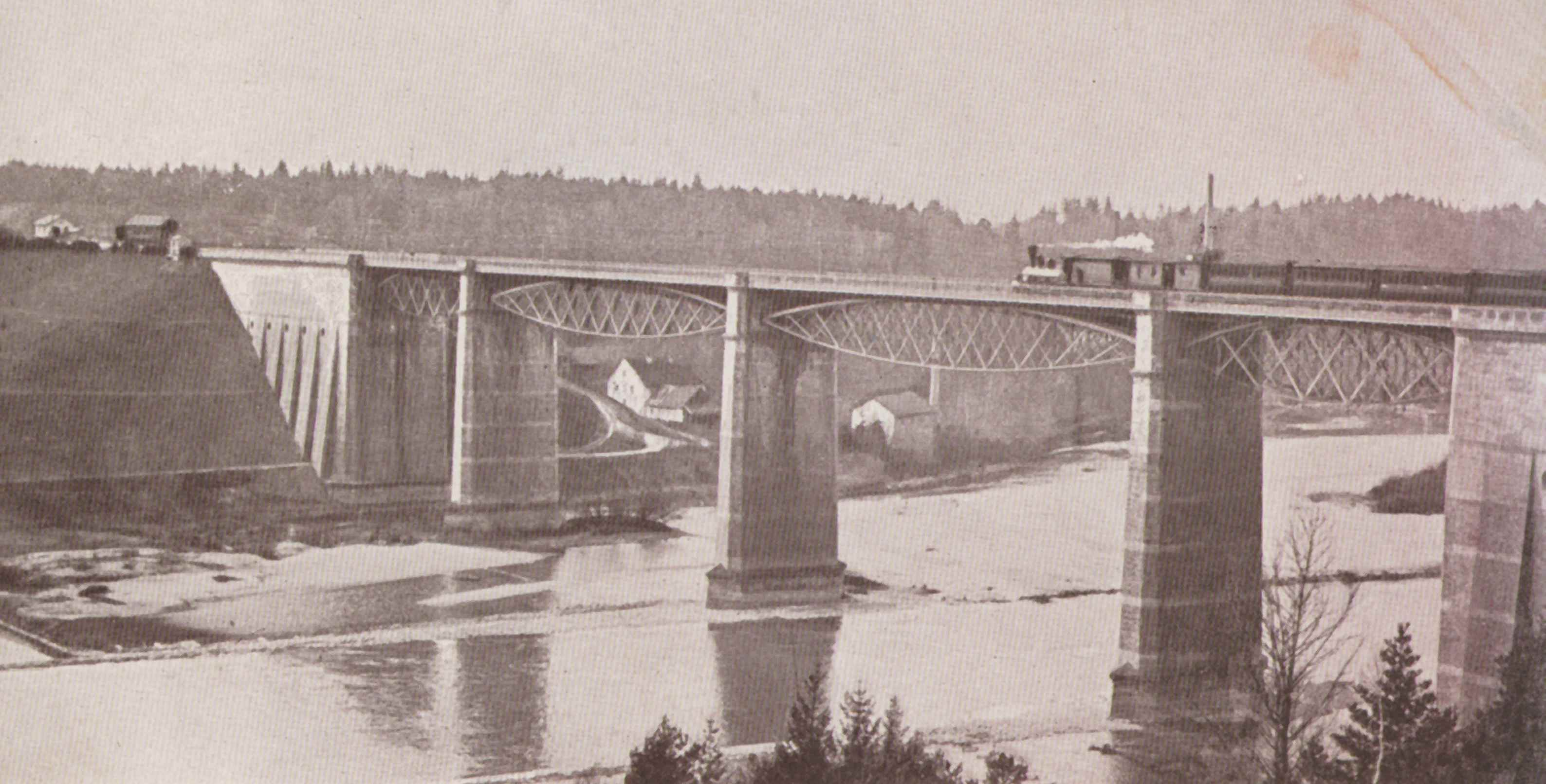
A korábbi híd

A Grosshesseloher Brücke egy vasúti híd Münchenben az Isar folyó felett. A hídon halad át a villamosított, kétvágányú München–Holzkirchen-vasútvonal. A hidat 1857-ben építették, majd 1983 és 1985 között átépítették.

## Járatok
A hídon halad át a müncheni S-Bahn S27-es járata és a Bayerische Oberlandbahn dízel motorvonatai.